# Karel Boromejský z Harrachu
Hrabě Karel Boromejský z Harrachu (německy Karl Borromäus, Graf von Harrach, 11. května 1761, Vídeň - 19. října 1829 tamtéž) byl česko-rakouský šlechtic z rodu Harrachů. Působil ve Vídni jako lékař pro nemajetné a filantrop.

## Život
Narodil se ve Vídni jako syn hraběte Arnošta Quida z Harrachu (1723-1783) a jeho manželky Marie Josefy, rozené z Ditrichštejna-Mikulova.
Vystudoval práva a stal se regentským radou v Praze, ale poté vystudoval medicínu.
Když nedostal souhlas rodičů ke sňatku s dcerou hraběte Friese, stal se členem johanitského řádu a svůj život zasvětil charitativním dobročinným cílům.
Poté opustil státní službu a podnikl cestu po severním Německu.
Poté se usadil ve Vídni. Sám Harrach vyznával nejliberálnější myšlenky a jeho dům se stal místem setkávání nejvýznačnějších mužů Vídně. Setkával se zde např. s J. B. Alxingerem, A. Blumauerem, I. A. Bornem, J. M. Denisem, J. J. Eckhelem, A. M. D'Elcim, botanikem hrabětem F. A. z Valdštejna ad. Byl také častým hostem v domě vládního rady Greinera, otce Karoliny Pichlerové, či hraběte V. J. z Purgstallu, v kruhu vzdělaných mužů a žen.
Díky kontaktu s předními lékaři, J. P. Frankem, J. F. von Jacquinem, J. W. Schmidtem, Wiererem a J. von Staudenheimem, se vzdělával ve farmakologii a později, 25. června 1803 získal titul doktora medicíny a 10. srpna také titul magistra v oboru porodnictví.
Poté se téměř výhradně zabýval pomocí chudým. Své kontakty omezil na několik přátel a lékařů, mezi nimi např. knížat z Ditrichštejna a Sinzendorf, hrabata Hartig, Herberstein, Salm, baron van Swieten či A. von Steigentesch.
Dvacet pět let byl poskytoval bezplatnou lékařskou péči zejména nemajetným lidem, včetně např. propuštěných vězňů.
V roce 1805 při obléhání Vídně Francouzi nezištně pomáhal raněným bez ohledu na jejich národnost.
3. listopadu 1804 se stal členem řádu německých rytířů a 7. července 1806 byl povýšen na komtura a obdržel vlastní komendu.
Od roku 1814 až do své smrti pracoval jako primář vídeňského Alžbětinského institutu.
Hrabě Karel Boromejský z Harrachu zemřel 19. října 1829 ve Vídni a byl pochován v Harrachovské hrobce v Horní Branné.